# Bentley Mulliner Batur
Bentley Mulliner Batur – samochód sportowy klasy wyższej produkowany pod brytyjską marką Bentley od 2023 roku.

## Historia i opis modelu

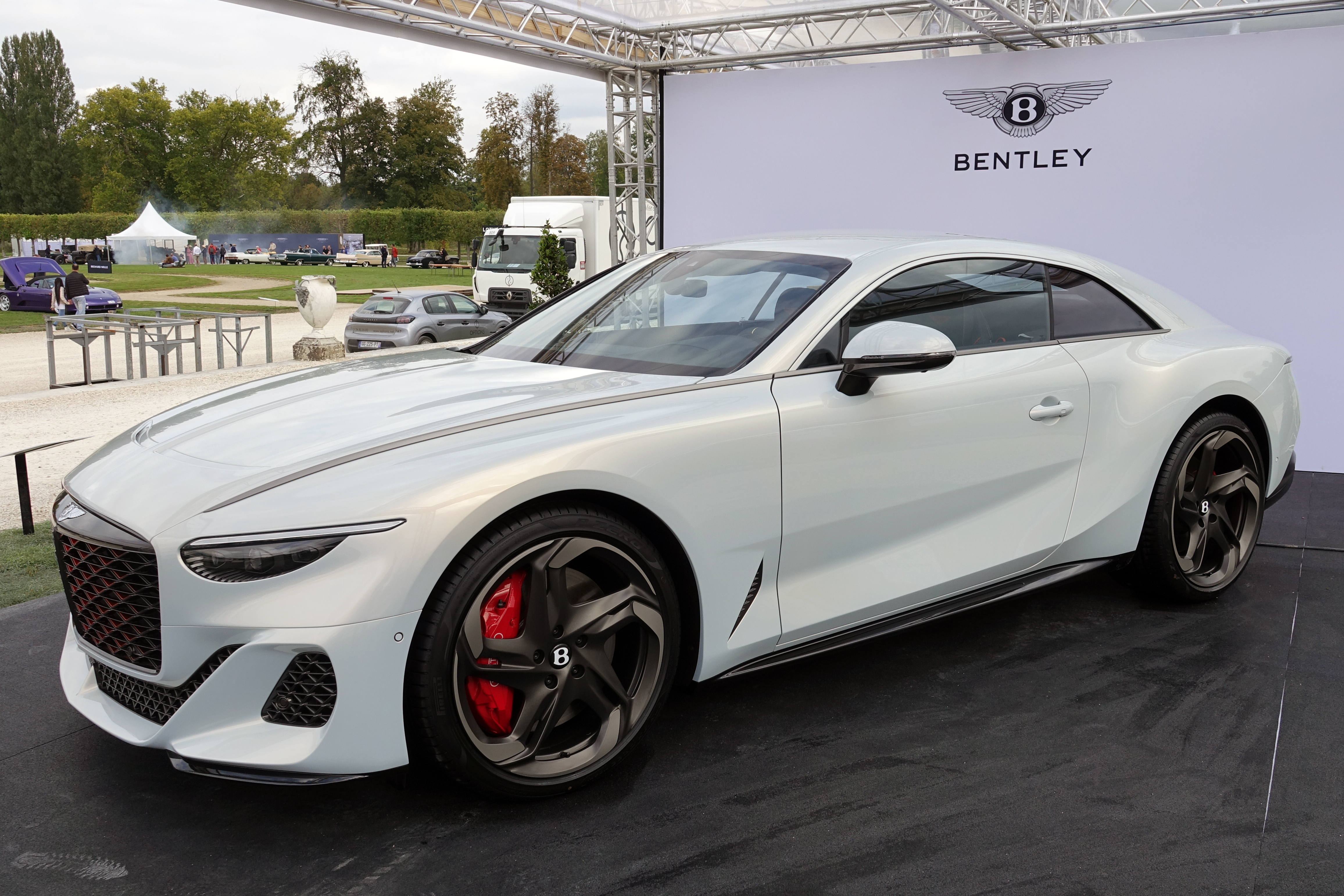
Bentley Mulliner Batur – sylwetka

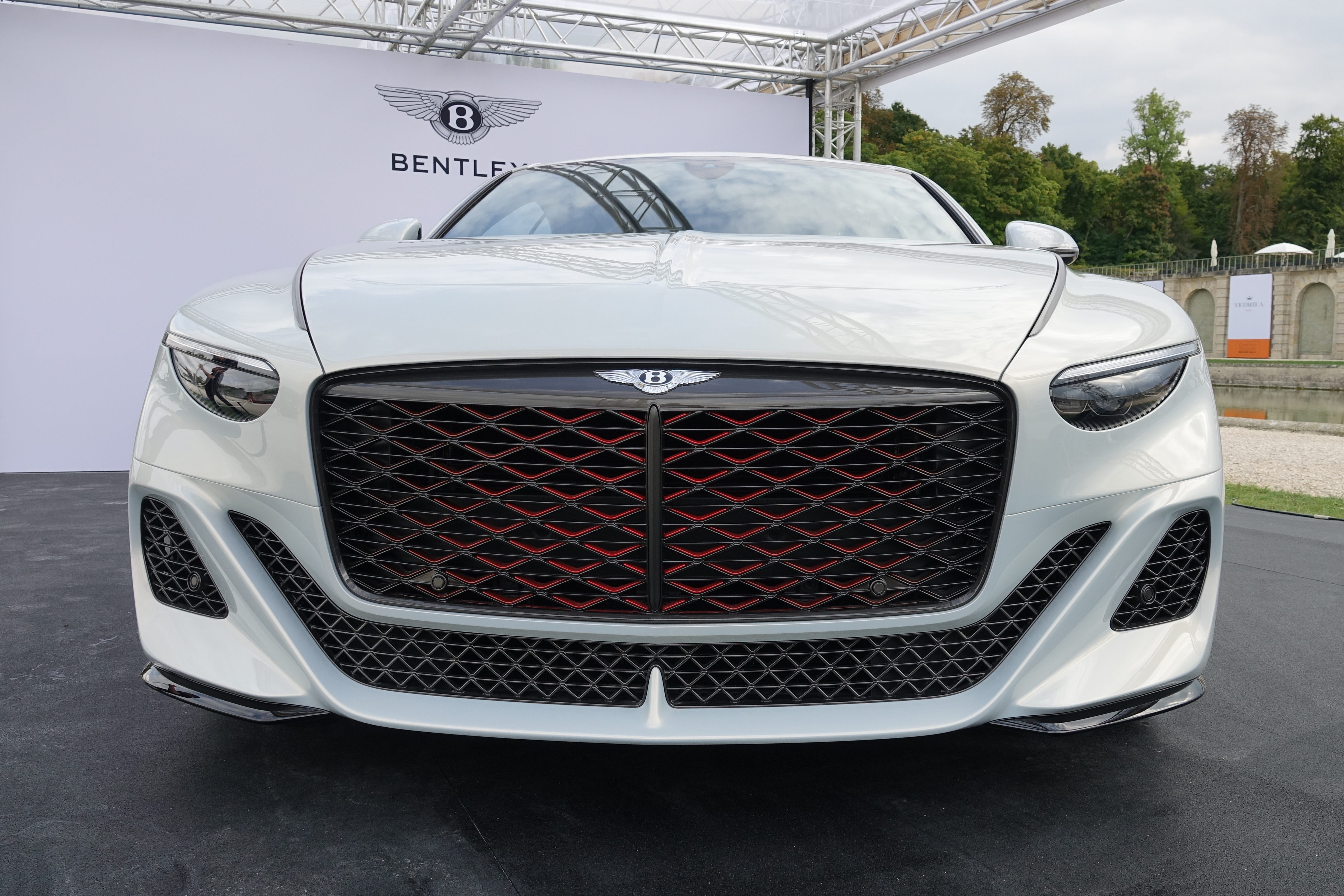
Bentley Mulliner Batur - pas przedni

W połowie sierpnia 2022 roku Bentley przedstawił zupełnie nowy model Mulliner Batur, będący zarazem drugim ze specjalnej serii limitowanych, małoseryjnych projektów budowanych na zamówienie po kabriolecie Mulliner Bacalar z 2020 roku. Podobnie jak on, samochód powstał na bazie Continentala GT, przy wspólnych podzespołach technicznych wyróżniając się jednocześnie unikalnym, opracowanym od podstaw projektem stylistycznym. Bentley wykorzystał Mullinera Batur jako pierwszy model zwiastujący nowy język stylistyczny planowany na kolejne lata, którego autorem został nowy wówczas szef zespołu projektowego Bentleya - Andreas Mindt. Nazwa samochodu, Batur, zaczerpnięta została od wulkanicznego jeziora u podnóży wulkanu Batur na indonezyjskiej wyspie Bali.
Agresywnie stylizowane nadwozie wyróżniło się licznymi, osto zarysowanymi liniami, masywnymi nadkolami i dużym, dominującym pas przedni wlotem powietrza. Typowe dla dotychczasowych modeli Bentleya okrągłe reflektory zakończono zwężonymi, bardziej owalnymi o łęzkowatym kształcie. Tylną część nadwozia o zaokrąglonym kształcie zwęził dyfuzor oraz wysuwany spojler. Projekt kabiny pasażerskiej, dla odmiany w obszernym zakresie zaadaptowano z pokrewnego Continentala GT. Producent umożliwił przy tym obszerny zakres personalizacji i konfiguracji pod kątem koloru, faktury i rodzaju materiałów wykończeniowych. Znalazły się tutaj m.in. elementy wykonane z tytanu, kompozyty z włókien naturalnych, a także drukowane w 3D 18-karatowe złoto. Kabina pasażerska mieści 4 pasażerów na 2 rzędach siedzeń. Wariant z 2022 roku przyjął postać coupe, z kolei w maju 2024 dołączył do niego także 2-drzwiowy kabriolet.
Bentley wykorzystał do napędu Mullinera Batur kompleksowo zmodernizowany, podwójnie turbodoładowany silnik W12 wyposażony w nowy układ dolotowy, ulepszone turbosprężarki oraz nowe chłodnice. Jednostka charakteryzuje się pojemnością 6 litrów, rozwijając moc 740 KM i maksymalny moment obrotowy 1000 Nm. Parametry te uczyniły limitowane coupé najszybszym samochodem w historii Bentleya.

### Sprzedaż
Podobnie jak Mulliner Bacalar z 2020 roku, także u Mulliner Batur powstał z myślą o krótkoseryjnej produkcji z myślą o wyselekcjonowanym gronie nabywców. Wszyscy zostali wyłonieni już w momencie premiery, kiedy to Bentley zapowiedział plany zbudowania łącznie 18 egzemplarzy luksusowo-sportowego coupé. Cena za jedną sztukę samochodu określona została na 1,94 miliona euro. Dostawy pierwszych egzemplarzy wyznaczone zostały na połowę 2023 roku, z produkcją ulokowaną w zakładach Bentleya w angielskim Crewe.

### Silnik
- W12 6.0l 740 KM Twin-Turbo